# Отомикоза
Отомикоза је гљивицама разних родова (streptotrix, leptotrix, blastomyces, monilium) узрокована инфекција ува. Као најчешћи узрочник наводе се гљивице из рода аспергилијуса и кандиде. Клинички болест, је слична оној коју изазива екцем, а карактерише се знацима запаљењских промена на кожи спољашњег ува, праћено симптомима свраба, бола, погоршања слуха, исцедком из спољашњег ушног канала налик на гној. Терапија се заснива на темељном чишћењу ува и употреби антигљивичних лекова.

## Епидемиологија
Учесталост гљивичне инфекције ува није позната, али се зна да се чешће јављају у топлим климатским условима и код особа које уживају у воденим спортовима. У просеку једна од  осма инфекција спољашњег ува изазвана је гљивицама и то у 90% гљивицом Aspergillus spp. а у осталим случајевим Candida spp.
Морбидитет
Око 10% пацијената са отомикозом испољава знаке и симптомиме запаљења спољњег ува. 
Учесталост болести је највећа у топлим климатским условима. Према подацима из литературе пре свега у тропским и суптропским земаља. Према студијама из САД највећа учесталост болести је током летњих месеци.

## Дијагноза
У појединим случајевима ако је запаљења спољашњег ува, врло јако и проширено на добар део ушне шкољке,  праћено хронилним запаљењем у слушном ходнику, а нарочито ако се истичу црвенило коже, љуштење епитела и сивкасте наслаге на њему, треба посумњати на отомикозу и обавезно микробиолошко погледати нативни препарат, у коме се обично лако препознају специфичне гљивице.

## Терапија
Лечење се спроводи локалном применом фунгицидних средстава у облику масти (мултифунгин, астерол и сл). Фугицидом се натапају тампони стерилне хидрофилне газе који се потом стављају у слушни ходник, тако да испуне читав лумен од бубне опне до спољашњега отвора. Газа се мења сваког другог дана уз отоскопску контролу.
Пре почетка третмана слушни ходник од гљивичних наслага треба ослободити са неколико тупфера вате, који су натопљени парафинским уљем.

## Прогноза
Прогноза болести је повољна ако се рано почне са применом антифунгална терапије код имунолошки компетентних особа. Међутим, ризик од понављања болести је високо ако нису уклоњени фактори који су довели до примарне инфекције и није успостављена нормална физиолошка средина у спољашњем ушном каналу. У таквим случајевим искорењивање болести је теже поготово у мастоидним шупљинама.
Стална изложеност прекомерној влаги и кашњења у пружању одговарајућих медицински или хируршки третман може значајно да продужи период опоравка.